# Canapè (suport)

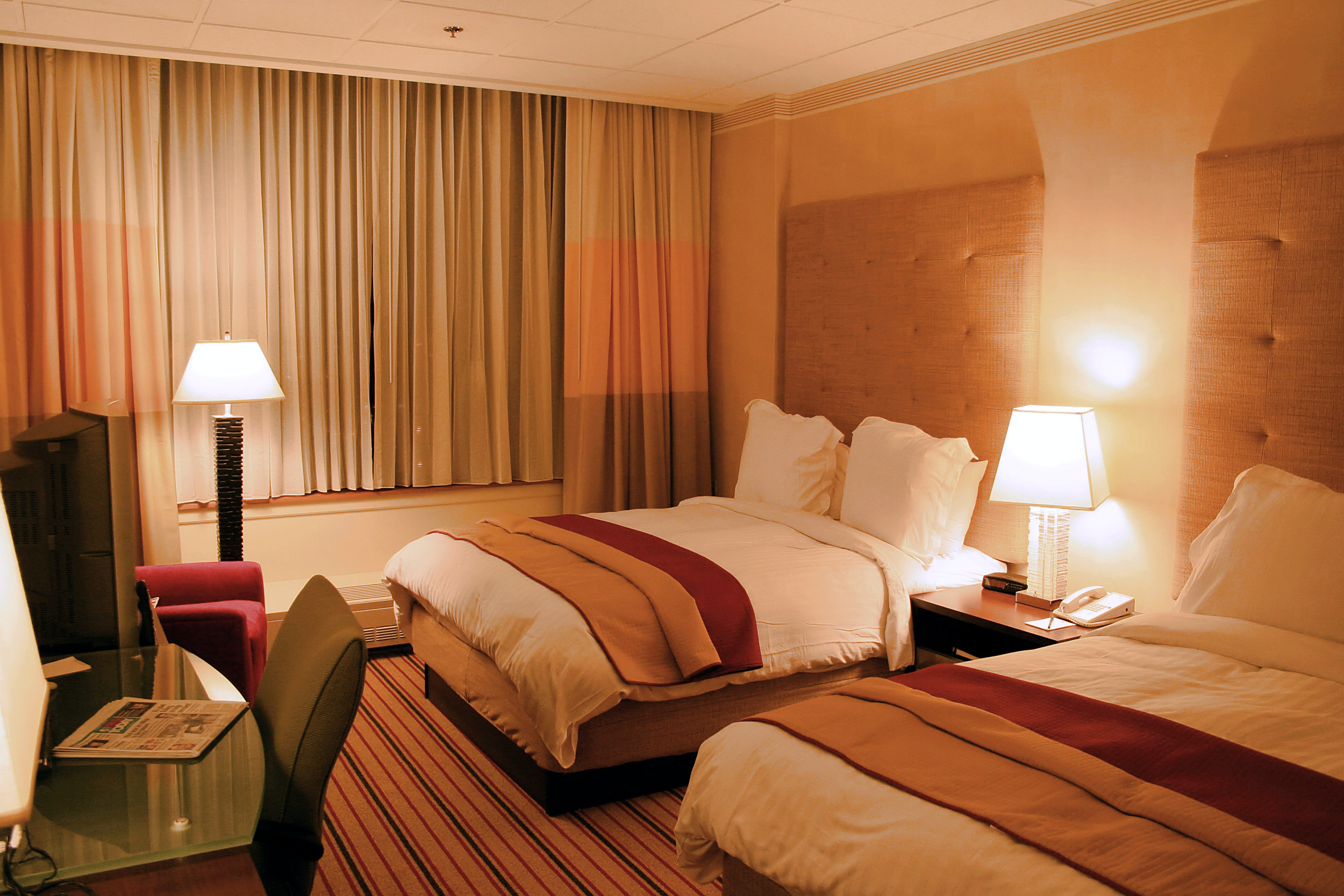
Llits amb canapè en una cambra d'hotel.

El canapè o canapé és un cofre abatible, que serveix de suport al matalàs.

## Característiques
El canapè consisteix en una superfície llisa que s'assenteixi sobre una estructura metàl·lica i té un faldó lateral de fusta. El canapè s'entapissa a joc amb el matalàs i pot tenir una utilitat decorativa o funcional. En aquest segon cas, destaquen els següents tipus:
- Canapè amb calaixos. En el bastiment s'encaixen un o dos calaixos bé en la part frontal, bé en la lateral.
- Canapè abatible. Mitjançant un joc de pistons, la base s'aixeca juntament amb el matalàs deixant al descobert un cofre útil per a guardar roba, joguines o altres estris.
- Canapè niu abatible. Es caracteritza per tenir les mateixes funcions que un canapè abatible, però amb la diferència que a més de tenir un espai extra per a guardar elements, incorpora un llit auxiliar en la part inferior. Aquesta té generalment les mateixes mesures que la principal, però amb l'excepció que el matalàs a usar ha de ser de menor altura, entre 17-18cm. Aquesta mena de canapès niu abatibles són molt comuns en cambres juvenils o en aquelles l'espai de les quals és reduït.

La superfície del canapè ha estat tradicionalment rígida, consistint en una planxa de fusta entapissada. No obstant això, en els darrers anys els fabricants ofereixen també canapès amb base de somier, és a dir, una estructura amb làmines flexibles que s'adapta més bé als moviments del cos. Com a versió econòmica, existeixen canapès la base dels quals està formada per una planxa rígida de cartó ondulat.